# بوبي كيز
بوبي كيز (بالإنجليزية: Bobby Keys)‏ هو موسيقي أمريكي، ولد في 18 ديسمبر 1943 في سلاتون في الولايات المتحدة، وتوفي في 2 ديسمبر 2014 في فرانكلين في الولايات المتحدة بسبب تشمع الكبد.

## وصلات خارجية
- بوبي كيز على موقع IMDb (الإنجليزية)
- بوبي كيز على موقع ميوزك برينز (الإنجليزية)
- بوبي كيز على موقع أول ميوزيك (الإنجليزية)
- بوبي كيز على موقع ديسكوغز (الإنجليزية)
- بوبي كيز على موقع قاعدة بيانات الفيلم (الإنجليزية)